# Hendrik Schneider

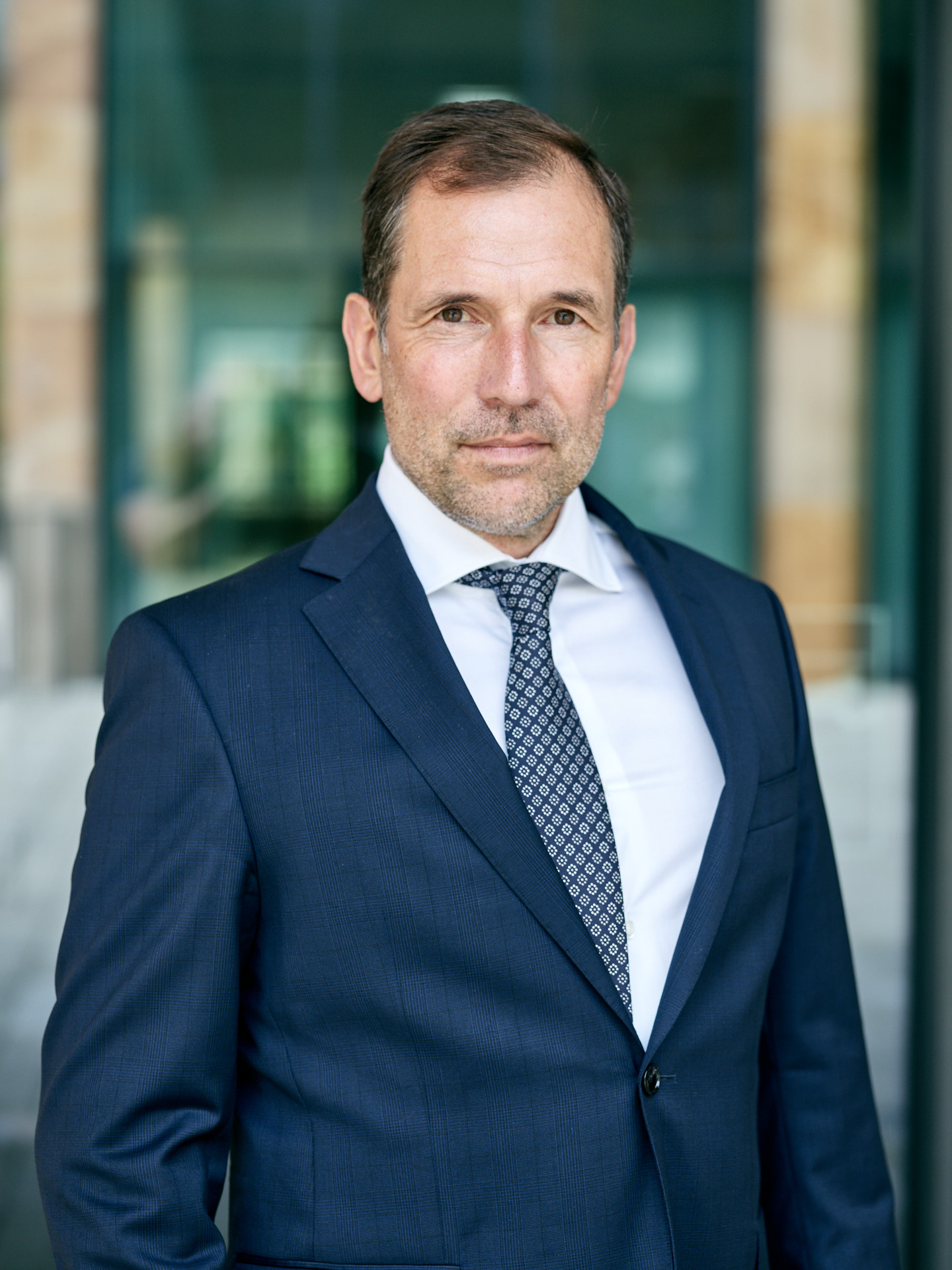
Hendrik Schneider, 2020

Hendrik Schneider (* 2. Juli 1966 in Wiesbaden) ist ein deutscher Rechtswissenschaftler und Rechtsanwalt.

## Leben
Nach Erwerb des Abiturs 1986 in Wiesbaden studierte Hendrik Schneider von 1987 bis 1992 Rechtswissenschaft an der Johannes Gutenberg-Universität Mainz und legte dort im Juli 1992 die erste Juristische Staatsprüfung ab. Von September 1992 bis September 1995 war er Wissenschaftlicher Mitarbeiter bei Michael Bock am Lehrstuhl für Kriminologie, Jugendstrafrecht, Strafvollzug und Strafrecht der Universität Mainz. Im Jahr 1995 wurde er mit der Arbeit Grundlagen der Kriminalprognose. Eine Rekonstruktion der Probleme von Zuverlässigkeit und Gültigkeit unter Rückgriff auf Alfred Schütz promoviert. Von 1995 bis 1996 war er Stipendiat der Lang-Hinrichsen-Stiftung und Referendar am Landgericht Mainz. Er legte am 15. November 1996 in Rheinland-Pfalz die zweite Juristische Staatsprüfung ab.
Ab dem 5. Januar 1998 war er Wissenschaftlicher Assistent bei Michael Bock an der Universität Mainz. Mit der Schrift Kann die Einübung in Normanerkennung die Strafrechtsdogmatik leiten? Eine Kritik des strafrechtlichen Funktionalismus habilitierte er sich am 15. Juli 2003 für Strafrecht, Strafprozessrecht, Kriminologie, Jugendstrafrecht und Strafvollzugsrecht und wurde im selben Monat zum Hochschuldozenten an der Universität Mainz ernannt. Vom Sommersemester 2004 bis zum Wintersemester 2005/2006 vertrat er Manfred Seebode am Lehrstuhl für Strafrecht, Strafprozessrecht, Kriminologie, Jugendstrafrecht und Strafvollzugsrecht der Universität Leipzig, den er zum 1. März 2006 durch Ernennung zum ordentlichen Professor übernahm.
2012 wurde Schneider vom Stifterverband für die Deutsche Wissenschaft und der Joachim Herz Stiftung mit einem Fellowship für Innovationen in der Hochschullehre ausgezeichnet.
Zum Ende des Sommersemester 2020 verließ Schneider die Universität Leipzig nach 14 Jahren und gründete in Wiesbaden eine eigene Rechtsanwaltskanzlei mit dem Schwerpunkt Wirtschaftsstrafrecht und Medizinstrafrecht.

## Schriften
- Grundlagen der Kriminalprognose. Eine Rekonstruktion der Probleme von Zuverlässigkeit und Gültigkeit unter Rückgriff auf Alfred Schütz. Duncker und Humblot, Berlin 1996, ISBN 3-428-08520-5 (Dissertation).
- Kann die Einübung in Normanerkennung die Strafrechtsdogmatik leiten? Eine Kritik des strafrechtlichen Funktionalismus. Duncker und Humblot, Berlin 2004, ISBN 3-428-11494-9 (Habilitationsschrift).
- Korruption im Krankenhaus - effektiv vermeiden, gegensteuern und aufklären. Kohlhammer, Stuttgart 2021, ISBN 978-3-17-040862-3.[3][4]